# Badalovita
La badalovita és un mineral de la classe dels arsenats, que pertany al grup de l'alluaudita.

## Característiques
La badalovita és un arsenat de ferro, magnesi i sodi de fórmula química Na₂Mg₂Fe3+(AsO₄)₃. Va ser aprovada com a espècie vàlida per l'Associació Mineralògica Internacional l'any 2016. Cristal·litza en el sistema monoclínic. Químicament a la yazganita i la yurmarinita.

## Formació i jaciments
Va ser descoberta a la fumarola Arsenàtnaia, al volcà Tolbàtxik, que es troba a l'óblast de Kamtxatka (Districte Federal de l'Extrem Orient, Rússia). Es tracta de l'únic indret on ha estat trobada aquesta espècie mineral.